# میسبن ترس دیوپ
میسبن ترس دیوپ (Mbissine Thérèse Diop؛ زاده ۱۹۴۹) بازیگر سنگالی است که به خاطر بازی در نقش دیوانا در فیلم دختر سیاه‌پوست عثمان سمبن که اغلب به عنوان یکی از نخستین فیلم‌های سینمایی آفریقا نام برده می‌شود، شهرت دارد.

## اوایل زندگی
دیوپ در داکار سنگال از پدری مسلمان و مادری کاتولیک زاده شد. او بزرگترین فرزند خانواده‌اش بود و تا دوسالگی با پدربزرگ مادری‌اش زندگی می‌کرد و سپس با مرگ او به داکار بازگشت.
دیوپ از سیزده سالگی در کرس زندگی می‌کرد و در آنجا میزبانانش او را با جوزفین بیکر آشنا کردند.

### کار بعدی
دیوپ هنوز در منسوجات کار می‌کند.
در سال ۲۰۲۰، دیوپ در فیلم نانازها به عنوان یک پدرسالار جامعه ظاهر شد. این فیلم مورد تحسین منتقدان قرار گرفته‌است.